# Jessica Brown Findlay
Jessica Rose Brown Findlay (ur. 14 września 1989 w Cookham) – brytyjska aktorka.

## Życiorys
Jako nastolatka chciała zostać baletnicą, trenowała w National Youth Ballet oraz w Associates of the Royal Ballet. W wieku 15 lat otrzymała zaproszenie do występów z Kirov Ballet w Covent Garden Theatre w Londynie. Później kontynuowała naukę w Central Saint Martins College of Art and Design, gdzie po raz pierwszy zetknęła się z aktorstwem.

## Filmografia

### Filmy
| Rok  | Tytuł                                                                | Rola               | Uwagi       |
| ---- | -------------------------------------------------------------------- | ------------------ | ----------- |
| 2009 | Man on a Motorcycle                                                  | Girl in Bed        | krótkometr. |
| 2011 | Albatros                                                             | Emelia Conan Doyle |             |
| 2014 | Zimowa opowieść                                                      | Beverly Penn       |             |
| 2014 | Lullaby                                                              | Karen Lowenstein   |             |
| 2014 | Klub dla wybrańców                                                   | Rachel             |             |
| 2015 | Victor Frankenstein                                                  | Lorelei            |             |
| 2016 | This Beautiful Fantastic                                             | Bella Brown        |             |
| 2017 | England Is Mine                                                      | Linder Sterling    |             |
| 2017 | Potworna rodzinka                                                    | Fay (głos)         |             |
| 2018 | Stowarzyszenie Miłośników Literatury i Placka z Kartoflanych Obierek | Elizabeth McKenna  |             |
| 2020 | The Banishing                                                        | Marianne           |             |
| 2021 | Monster Family 2                                                     | Fay                |             |
| 2022 | Iris Warriors                                                        | Miss Shaw          |             |
| 2022 | Słońce nad horyzontem                                                | Lea                |             |

### Telewizja
| Rok        | Tytuł           | Rola                   | Uwagi                         |
| ---------- | --------------- | ---------------------- | ----------------------------- |
| 2009, 2011 | Wyklęci         | Rachel                 | 2 odc.                        |
| 2010–2012  | Downton Abbey   | Sybil Branson          | 20 odc.                       |
| 2011       | Czarne lustro   | Abi Khan               | odc. "Fifteen Million Merits" |
| 2012       | Labirynt        | Alaïs Pelletier du Mas | miniserial (2 odc.)           |
| 2014       | Karczma Jamajka | Mary Yellan            | miniserial (3 odc.)           |
| 2015       | The Outcast     | Alice Aldridge         | 2 odc.                        |
| 2017       | Rozpustnice     | Charlotte Wells        | w gł. obsadzie                |
| 2020       | Brave New World | Lenina Crowne          | w gł. obsadzie                |
| 2020–2021  | Castlevania     | Lenore (głos)          | w gł. obsadzie                |

## Nagrody i nominacje
- 2011: nominacja do British Independent Film Awards za rolę w filmie Albatross[2]
- 2012: nominacja do Evening Standard British Film Awards za rolę w filmie Albatross[3]